# 出頭在廷命令
出頭在廷命令（しゅっとうざいていめいれい）とは、裁判所が必要と認めるときに検察官または弁護人に対し発する出頭と在廷の命令である。

## 概要
刑事訴訟法第278条の3に規定されている。2009年5月に始まる裁判員制度の下で迅速な裁判を目指すため、2005年11月に新設された。
この命令が出た際に正当な理由なく従わない場合、検察官については当該検察官を指揮監督する権限を有する者に懲戒処分を請求し、弁護人については裁判所が所属弁護士会か日本弁護士連合会に懲戒処分を請求し、それぞれ10万円以下の過料と開廷費用の賠償を命じることができる。
必要的弁護事件において、弁護人が出廷しないなどによって審理遅延による長期裁判を防ぐ目的から制定された。
山口県光市母子殺害事件（1999年）の上告審において、弁護人たる安田好弘、足立修一両弁護士が法廷に出頭せず、2006年3月14日に予定されていた口頭弁論が開かれなかった。これに対し、最高裁第三小法廷（濱田邦夫裁判長）は、2006年3月15日付で弁護人に対し、弁論期日を4月18日に設定して出頭在廷命令を発し、初の適用例となった。
また弁護人が出頭在廷命令を拒否して過料を命じられた事例として、2014年の大阪地方裁判所における傷害罪と公務執行妨害罪の公判で被告人が「手錠や腰縄姿を裁判官に見られるのが嫌」として、手錠や腰縄を入廷前に外すよう求めて裁判所から拒否されたことに関して、被告人に同調した国選弁護人が11月と12月に公判への出頭在廷命令を拒否した件について、12月9日に大阪地裁が過料3万円を命じられた例がある。
国選弁護人は抗告するも、2015年5月18日に最高裁判所は出頭在廷命令に対する拒否に関する過料制度について、訴訟指揮の実効性担保のための手段として合理性や必要性があるとして、適正手続の保障を規定した日本国憲法第31条や、刑事被告人の諸権利を規定した日本国憲法第37条に違反せず合憲として、過料3万円が確定している。